# 7e corps de réserve (Empire allemand)
Pour les articles homonymes, voir 7e corps d'armée.
Le 7e corps de réserve est une unité majeure de l'armée de l'Empire allemand.

## Histoire

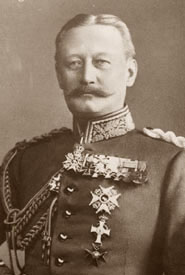
Johann von Zwehl

Lorsque la Première Guerre mondiale éclate et que le corps est mobilisé le 2 août 1914, il est mis sur pied et combat sur le front occidental tout au long de la guerre.
Le 7e corps de réserve fait partie de la 2e armée et, sous le commandement du général von Zwehl, traverse la Belgique neutre jusqu'en France. Le chef d'état-major général est l'Oberstleutnant Hans Hesse, la 13e division de réserve, subordonnée au début de la guerre, est dirigée par le Generalleutnant von Kühne, la 14e division de réserve est commandée par le Generalleutnant von Unger. Entre le 8 et le 12 août, les troupes sont rassemblées dans la région de Horrem-Buir-Düren et suivent la 2e armée en deuxième ligne. Au 14ème. Le 14 août, les troupes progressent jusqu'à l'Ourthe, le 16 août  atteint Liège et Hervé. Le 22 août, le corps d'armée entraîne la 14e division de réserve à Gembloux et remplace au nord de la Sambre la 1re division de la Garde, laissée en arrière à court terme, sur le front ouest de la forteresse de Namur. Alors que la 13e division de réserve se trouve encore dans la région de Liège, le corps reçoit l'ordre, le 24 août, de poursuivre sa marche vers Binche avec la 14e division de réserve afin de renforcer le 7e corps d'armée devant Maubeuge. Après le remplacement du général von Einem (de), le général de corps d'armée von Zwehl prend le 27 août la direction suprême de l'encerclement de la forteresse . L'attaque principale est dirigée contre le front nord-est, le déclenchement du bombardement par l'artillerie lourde amène finalement Maubeuge à se rendre le 8 septembre, il y a 45.000 prisonniers et 400 pièces d'artillerie capturées. Après la chute de la forteresse, le 7e corps de réserve libéré est acheminé à marches forcées via Saint-Quentin pour renforcer le gros des troupes allemandes fortement harcelées et placé sous les ordres de la 7e armée, intercalée dans la bataille de l'Aisne. Dans la nuit du 13 septembre, les éléments les plus avancés du 7e corps de réserve, venant de la région au sud-est de Laon jusqu'aux hauteurs du Chemin des Dames afin de stopper l'attaque des Britanniques. Sans l'arrivée à temps de Zwehl et de ses troupes, une percée de l'Entente entre la 1re et le 2e armée allemande peut être empêchée. Le corps d'armée lutte pour le plateau de Montherauld, est repoussé sur l'Ailette, mais tient la ligne entre Courtencon et Craonne, où le 15e corps d'armée, appelé de Lorraine, participe également aux combats défensifs.
Une année de guerre de tranchées sur l'Aisne s'ensuit avant que le corps ne soit envoyé sur le front oriental de la Meuse fin septembre 1915 pour rejoindre la 5e armée. Le 21 février 1916 débute l'attaque des troupes allemandes sur la forteresse de Verdun, le corps se joint au 3e et 18e corps d'armée à la première offensive principale et se dirige vers le sud entre les villages de Consenvoye et de Flabas. L'objectif d'attaque du corps est la ligne de crête sur l'Haumont et le nettoyage du terrain entre la Meuse et la forêt d'Haumont. Après cinq heures de combat, le Bois d'Haumont tombe aux mains des Allemands, ainsi que le village de Samogneux jusqu'au 24 février. Mais après quelques jours, l'attaque s'enlise complètement dans la résistance française sur la Côte-Talou, devant le front nord de Verdun. Le 24 octobre 1916, la 25e division de réserve, subordonnée à l'aile gauche du corps, doit à nouveau abandonner la zone des deux côtés de Thiaumont devant les contre-attaques françaises.
Dès le 17 septembre 1916, le général d'infanterie von Soden prend la tête du commandement du corps, qui est déployé dans la région de Louvemont et Bezonvaux à la mi-décembre. Au printemps 1917, le corps d'armée se trouve dans la section de la 3e armée dans des combats de position en Champagne. Lors de la deuxième bataille de l'Aisne, le commandement général est désigné à partir du 16 avril 1917 comme "groupe Reims" et le 28 mai, il est à nouveau subordonné à l'A.O.K. 1. transférée du front de la Somme vers le front oriental de l'Aisne. À partir de fin août 1917, le lieutenant-général von Garnier commande le corps lors de la guerre des tranchées près de Reims et est remplacé à ce poste par le lieutenant-général Wellmann à partir de début décembre.
Au cours des attaques allemandes lors de l'offensive du printemps 1918, le "groupe Wellmann" tenta, à partir du 27 mai 1918, de soutenir la 7e armée, largement déployée à l'ouest, lors de la bataille d'attaque entre Soissons et Reims lors de la troisième bataille de l'Aisne. Peu avant le déclenchement de la contre-offensive française dans l'Arc de la Marne le 18 juillet, le lieutenant-général von Lindequist prend le commandement. Lors des combats défensifs contre la 5e armée (Berthelot) devant Reims, le commandement se voit attribuer la 238e division d'infanterie, 242e division d'infanterie et la 8e division de réserve royale bavaroise (de). Après le repli sur la position de Hunding entamé en septembre, le secteur de Suippe des deux côtés de Bazancourt est occupé à court terme. Début octobre, le commandement de corps s'établit dans la position Brunhild sur la rive nord de l'Aisne dans la région de Château-Porcien et à l'ouest de Rethel. Les 1re et 242e divisions d'infanterie ainsi que les 8e et 50e divisions de réserve sont affectées au commandement de corps. Des éléments de la 17e division d'infanterie, nouvellement subordonnée, se battent fin octobre à Vouziers. Après le repli sur la position Anvers-Meuse, l'évacuation des derniers territoires occupés a lieu après l'armistice en novembre 1918.

## Composition
Au début de la guerre, le corps d'armée est subordonné à la 2e armée et organisé comme suit :
- 13e division de réserve
  - 25e brigade d'infanterie de réserve
  - 28e brigade d'infanterie de réserve
  - 5e régiment de hussards de réserve
  - 13e régiment d'artillerie de campagne de réserve
  - 4e compagnie du 7e bataillon du génie
- 14e division de réserve
  - 37e brigade d'infanterie de réserve
  - 39e brigade d'infanterie de réserve
  - 8e régiment de hussards de réserve
  - 14e régiment d'artillerie de campagne de réserve
  - 1re et 2e compagnie de réserve du 8e bataillon du génie

## Général commandant
| Grade                  | Nom                   | Date                               |
| ---------------------- | --------------------- | ---------------------------------- |
| Generalleutnant        | Johann von Zwehl      | 2 août 1914 au 17 décembre 1916    |
| General der Infanterie | Franz von Soden       | 17 septembre 1916 au 26 août 1917  |
| Generalleutnant        | Otto von Garnier      | 27 août au 2 décembre 1917         |
| Generalleutnant        | Richard Wellmann      | 3 décembre 1917 au 14 juillet 1918 |
| Generalleutnant        | Arthur von Lindequist | 15 juillet au 16 décembre 1918     |